# Disparomitus rufocostatus
Disparomitus rufocostatus is een insect uit de familie van de vlinderhaften (Ascalaphidae), die tot de orde netvleugeligen (Neuroptera) behoort. 
Disparomitus rufocostatus is voor het eerst wetenschappelijk beschreven door Esben-Petersen in 1922.